# Planétarium de Silésie
Le planétarium de Silésie (en polonais : Planetarium Śląskie) situé à Chorzów est le plus grand et le plus ancien planétarium et observatoire astronomique de Pologne.
Il a été inauguré le 4 décembre 1955 pour commémorer le grand astronome Nicolas Copernic. Géographiquement, le Planétarium, dit « UPP » (Planétarium de projection universelle) se trouve en Silésie centrale, à l'intersection de la ville de Katowice et de Chorzow. Il a été élevé sur la plus haute colline (Mont Parkowa) à l'intérieur du Parc de la Culture et de la Détente de la Voïvodie, d'une superficie de 600 ha, qui regroupe le Parc Ethnographique de la Haute Silésie, un parc d'attractions, un Jardin Zoologique, le Planétarium, l’Observatoire Astronomique et le Stade de Silésie.

## Équipements du planétarium
Un écran dôme imitant le ciel a été construit à l'intérieur du planétarium où se tiennent des conférences sur l'astronomie et sur la géographie, de même que des spectacles. L'observatoire contient le télescope le plus grand de Pologne qui a un effet grossissant de 750 fois. Ce planétarium permet d'observer des vues du ciel depuis plusieurs endroits du globe grâce à un écran de projection de 23 mètres.
Le projecteur qui équipe le planétarium, d'un poids de deux tonnes, a été fabriqué à Iéna.
D'autres télescopes permettent aux astronomes d'observer les astéroïdes et les comètes. Ce planétarium comprend également des stations climatologiques et sismologiques où ont lieu des cours.

## Un espace de formation et de compétition
Les visites scolaires permettent aux jeunes visiteurs de poser des questions à un astronome. Les étudiants peuvent également participer aux Olympiades Nationales en astronomie. Les vainqueurs de cette épreuve remportent l'entrée libre à l'université pour étudier le sujet de l'Olympiade. Pour ces épreuves, une douzaine d'astronomes et physiciens professionnels en provenance de toute la Pologne forment le jury.
Pour les « simples » passionnés , le cercle d'astronomie de l’Association Polonaise des Astronomes Amateurs ouvre la porte de la bibliothèque et de ses 10000 livres.
Il est également connu pour être un centre de formation réputé en matière d'astronomie moderne et historique.

## Organisation d'expositions
L'Observatoire et la Planétarium de Silésie de Chorzow prépare également des expositions interactives.

## Galerie de photos

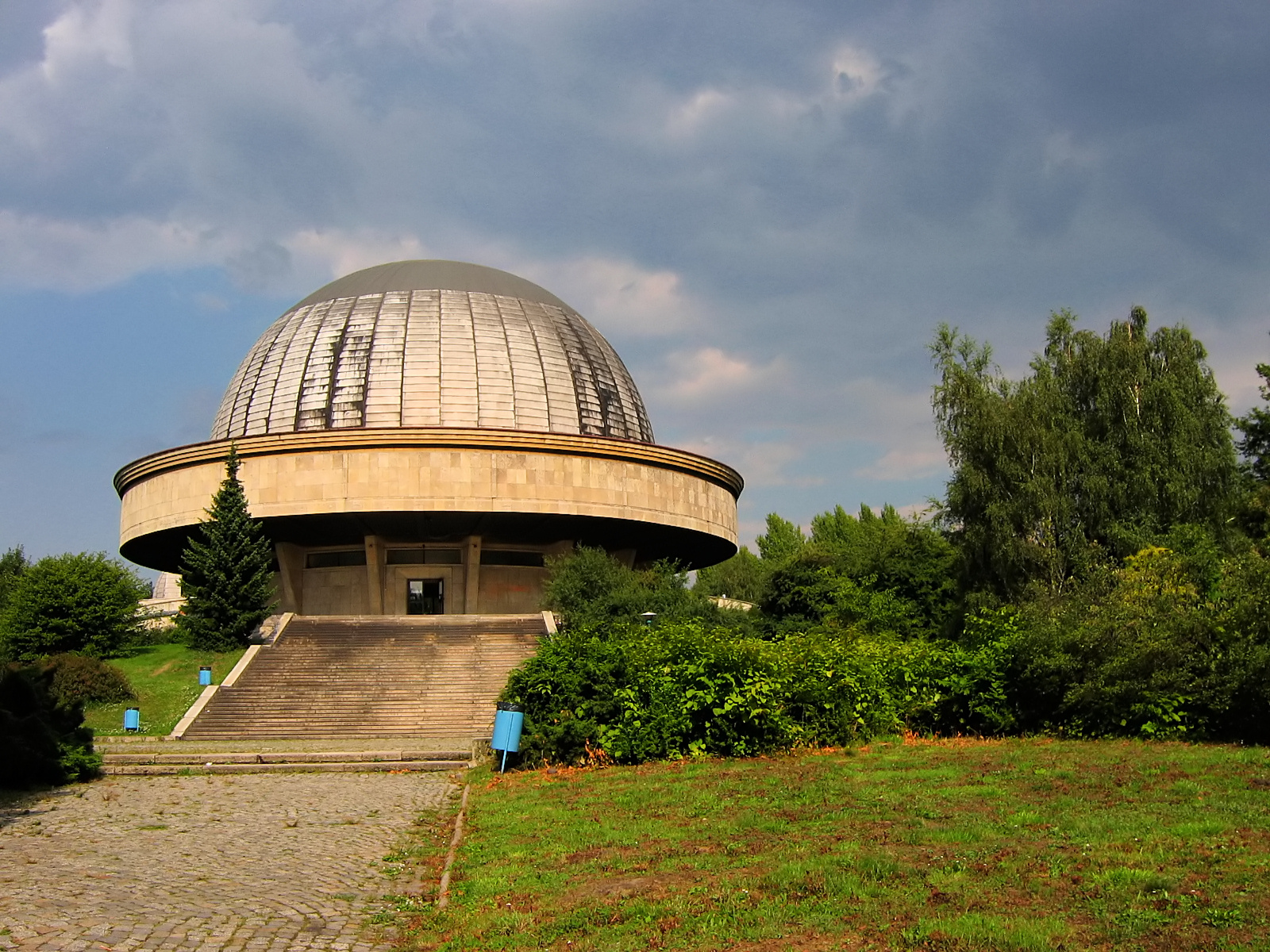
Le planétarium
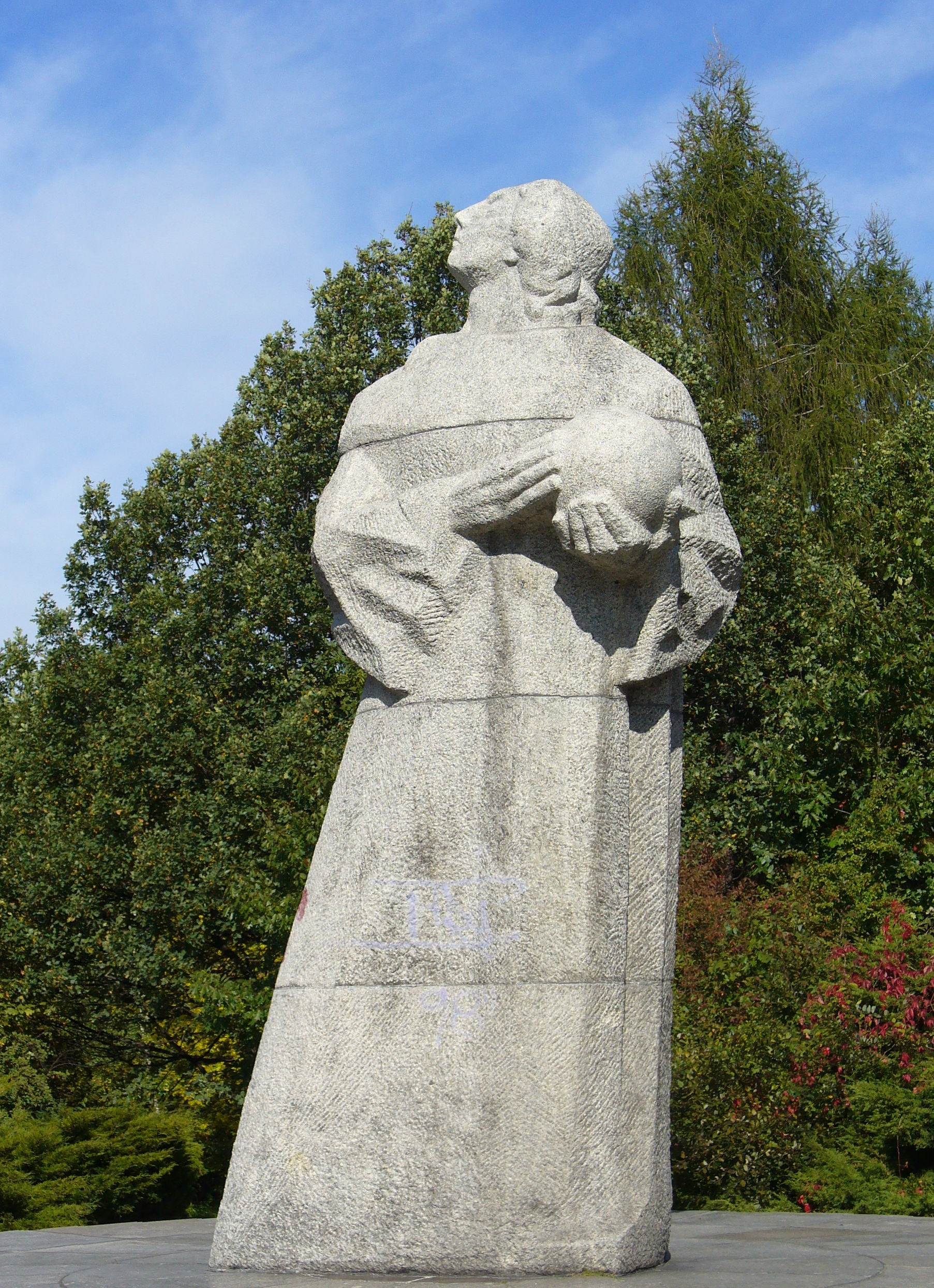
Statue de Nicolas Copernic
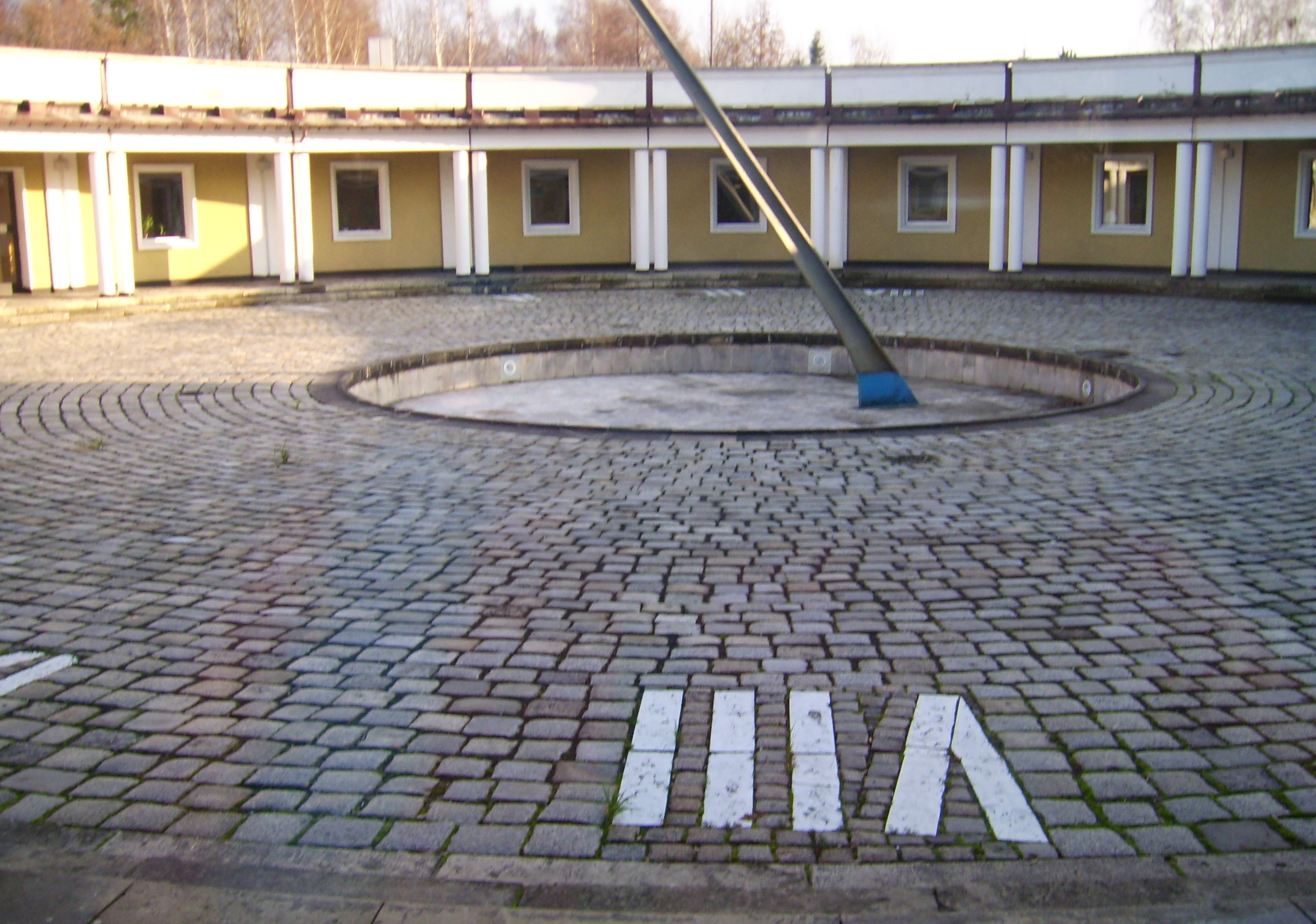
La cour intérieure et son cadran solaire